# Кобильна (притока Бритаю)
Кобильна — річка в Близнюківській селищній та Лозівській міській громадах Лозівського району Харківської області, права притока Бритаю (басейн Сіверського Дінця).

## Опис
Довжина — 14 км, похил річки — 5,8 м/км. Формується з декількох безіменних струмків та водойм. Площа басейну — 39,9 км².

## Розташування
Кобильна бере початок у селі Новотроїцьке. Тече переважно на північний захід і на північно-східній околиці села Різдвянка впадає в річку Бритай, праву притоку Береки.
Населені пункти вздовж берегової смуги: Привілля, Лиман, Лагідне.